# Eleni Foureira
Eleni Foureira (in greco Ελένη Φουρέιρα?), pseudonimo di Entela Fureraj (in greco Εντέλα Φουρεράι?; Fier, 7 marzo 1987), è una cantante, attrice e ballerina albanese naturalizzata greca, ex membro del girl group Mystique.
Ha rappresentato Cipro all'Eurovision Song Contest 2018 con il brano Fuego, dove si è classificata 2ª con 436 punti.

## Biografia
Figlia di Marjeta, una sarta, e Kristaq Fureraj, un muratore, Foureira è nata in una città dell'Albania meridionale. Ha due sorelle, Ioanna e Margarita, e un fratello, Giorgos. Quando ancora bambina la sua famiglia ha lasciato l'Albania per via dei disordini avvenuti nella primavera del 1997 in alcune città del paese, stabilendosi nel quartiere ateniese di Kallithea. Eleni ha dimostrato una passione per la musica sin da una giovane età, imparando a suonare la chitarra e lavorando nel mondo della musica per tre anni.
Eleni ha iniziato la sua carriera musicale come membro del gruppo femminile Mystique insieme a Alkmini Chatzigianni e Maria Makri. Hanno pubblicato il loro singolo di debutto Se alli selida nel 2007, e hanno continuato a pubblicare musica fino al loro scioglimento nel 2009. Da qui la cantante ha firmato un contratto discografico come solista con la Universal Music Greece, la stessa etichetta che gestiva le Mystique. La cantante ha pubblicato il suo album di debutto eponimo a dicembre 2010. I suoi due album successivi, Ti poniro mou zitas (2012) e Anemos agapis (2014), sono stati pubblicati su etichetta Minos EMI e hanno rispettivamente raggiunto il settimo e il terzo posto nella classifica greca. Il quarto album, Vasilissa, è uscito nel 2017 su etichetta Panik Records e ha raggiunto il quindicesimo posto in classifica.
La cantante ha tentato varie volte di rappresentare la Grecia all'Eurovision Song Contest. Il primo tentativo risale al 2010, quando ha preso parte al processo di selezione nazionale cantando Kivotos tou Noe in duetto con Manos Pyrovolakis e posizionandosi seconda. Nel 2016, anno in cui la canzone rappresentante della Grecia sarebbe stata selezionata dall'ente radiotelevisivo nazionale ERT, Eleni ha proposto il brano Come Tiki Tam, che però è stato scartato in favore degli Argo. Il 1º febbraio 2018 è stato confermato che Eleni Foureira era stata selezionata internamente dall'ente CyBC come rappresentante cipriota per l'edizione di quell'anno con la canzone Fuego. L'artista si è esibita nella prima semifinale della manifestazione, ottenendo la qualificazione alla finale, classificandosi seconda con 262 punti. Durante la serata finale, tenutasi il 12 maggio 2018, Eleni si è classificata nuovamente al secondo posto con 436 punti totalizzati, ad oggi miglior risultato dell'isola ellenica.
Nel 2021 è uscita la hit Mporei, in collaborazione con Mad Clip, che si è collocata in vetta alla graduatoria greca, che è stata certificata diamante dalla IFPI Greece ed è stata premiata con il MAD VMA al video dell'anno. Aeraki (to thīlyko), Fōtia e El Telephone, invece, hanno ricevuto una certificazione di platino ciascuna dal ramo greco dell'IFPI.

## Discografia

### Album in studio
- 2010 – Eleni Foureira
- 2012 – Ti poniro mou zitas
- 2014 – Anemos agapis
- 2017 – Vasilissa
- 2022 – Poli_Ploki

### EP
- 2019 – Gypsy Woman

### Singoli
- 2010 – To 'cho (Pom Pom)
- 2010 – Ase me
- 2011 – Mia nychta mono (feat. Thirio)
- 2011 – Paixe mazi mou (Fun) (feat. Ciprian Rodu)
- 2011 – Reggaeton
- 2012 – To party de stamata (feat. Midenistis)
- 2012 – All I Need
- 2012 – Stou erota tin trela
- 2012 – Fotia (feat. NEVMA)
- 2012 – Pio erotas pethaineis
- 2013 – Sweetest Love
- 2013 – Rantevou stin paralia
- 2013 – Anemos agapis
- 2013 – Pes to kathara (feat. Vasilis Karras)
- 2014 – Vazo tin kardia
- 2014 – Party Sleep Repeat (PSR)
- 2014 – Mou pan i agapi
- 2015 – Ladies (Stand Up)
- 2015 – Pio dinata
- 2015 – Sto theo me paei (Golden Boy)
- 2016 – Den sou chrostao agapi
- 2016 – Delicious (feat. Butrint Imiri)
- 2016 – Ti koitas? (feat. Mike)
- 2016 – 2017 s'agapo
- 2017 – To kati pou echeis
- 2017 – Send for Me (feat. A.M. SNiPER & Afro B)
- 2017 – Vasilissa
- 2017 – 2018 s'agapo
- 2018 – Fuego
- 2018 – Caramela
- 2018 – Tómame
- 2018 – 2019 s'agapo
- 2019 – Triumph
- 2019 – Sirens (con Snoop Dogg)
- 2019 – El ritmo psicodélico
- 2019 – 2020 s'agapo
- 2020 – Yayo
- 2020 – Temperatura
- 2021 – Mporei (con Mad Clip)
- 2021 – Aeraki (to thīlyko)
- 2021 – Fōtia/Perder control (con Evangelia)
- 2022 – Madame (con Kings e Trannos)
- 2022 – Egw & esy (con Trannos)
- 2023 – Oh mami (feat. MC Daddy)
- 2023 – Kollīma (con Display)
- 2023 – Gdysoy (con Apon)
- 2024 – Aeroplano (con Beyond)
- 2024 – Aristourgīma (con Arcade)
- 2024 – Our Groove (con Playmen e Ad1)
- 2024 – Ecstasy (con Foxy Lee)
- 2025 – Mporō ki egō (con Chrīstos Mastoras)